# Saxonipollis
Saxonipollis saxonicus é uma espécie de planta extinta. Era possivelmente carnívora. É apenas conhecida a partir de pólen fossilizado encontrado em depósitos do Eoceno na Alemanha Oriental.
Foi possivelmente um precursor das plantas do género Aldrovanda, ou um parente próximo do seu precursor.